# Articulación de silla de montar
Una articulación en silla de montar (articulación sellar), es un tipo de articulación sinovial en la que las superficies opuestas son recíprocamente cóncavas y convexas. Se encuentra en el pulgar, el tórax(Esterno-clavicular), el oído medio, y el talón.

## Estructura
En una articulación en silla de montar, una de las superficies óseas es cóncava y la otra es convexa, lo que crea una importante estabilidad.

## Movimientos
Los movimientos de las articulaciones en silla de montar son similares a los de la articulación condilar e incluyen flexión, extensión, aducción, abducción y circunducción. Sin embargo, no se permite la rotación axial. Se dice que las articulaciones de silla de montar son biaxiales, permitiendo el movimiento en los planos sagital y frontal.
Algunos ejemplos de articulaciones en silla de montar en el cuerpo humano son la articulación carpometacarpiana del pulgar, la articulación esternoclavicular del tórax, la articulación incudomaleolar del oído medio, y la articulación calcaneocuboidea del talón.

## Nombre
El término "silla de montar" surge porque la interacción ósea cóncava-convexa se compara con un jinete que monta un caballo, siendo ambas superficies óseas en forma de silla de montar. La articulación de la silla de montar también se conoce como articulación sellar.